# Sengen-Sama
Sengen-Sama je japanska božica svete planine Fuji. 
Svake se godine krajem kolovoza njoj u čast održava tradicionalni japanski festival vatre Fujijoshida, koji je najvažniji događaj turističke sezone na Fujiju. Tim se festivalom ona slavi, te joj se zahvaljuje što je omogućila penjanja na planinu. Žrtvuju joj se mirisno drvo i cvijeće koji se spaljuju, te se izvode pjesme i predstave s vjerskom tematikom. 
Društvo Fujiko (Društvo Fuji), koje je osnovano 1558. godine, potpuno je posvećeno planini Fuji i njenoj božici. Budistički svećenici često su oslikavali jezero Kawaguchi, u čijim se vodama zrcali planina, nastojeći tako odati počasti njoj i njenoj božici. Planinu su stoljećima hodočastili samo muškarci, dok je to ženama dopušteno tek 1868. godine. Svaki hodočasnik sa sobom nosi kamen, simbol bremena grijeha koje je na sebe natovario u svijetu ispod planine, da bi ga na vrhu bacio, ostavljajući ga božici Sengen-Sami, koja bi potom zdrobila kamen, uništavajući grijehe. Krater Fujija ima osam vrhova koji se nazivaju Osam Fujijevih Latica, a njega se također štuje i naziva Nai-in, što znači Svetište.